# Frans Duwaer
Franciscus (Frans) Duwaer (Amsterdam, 1 januari 1911 – Overveen, 10 juni 1944) was directeur van een drukkerij in Amsterdam. Hij zat in het verzet tijdens de Tweede Wereldoorlog.

## Biografie
Duwaer was directeur van het familiebedrijf J.F. Duwaer & Zonen, een drukkerij en uitgeverij aan de Nieuwe Looiersstraat 45-47 in Amsterdam. Hij slaagde er tijdens de oorlog in goede valse persoonsbewijzen te maken, inclusief goed ondergrondpatroon en watermerk. Hij had hiervoor een speciale zet- en gietmachine aangeschaft, waarmee hij het goede lettertype kon maken. Samen met G.J. van der Veen en W.J.C. Arondeus vormde hij de kern van de Persoonsbewijzencentrale. Op 27 maart 1943 vond een aanslag plaats op het Bevolkingsregister van Amsterdam, waarna controle van de falsificatie van de persoonsbewijzen onmogelijk was.
De Persoonsbewijzencentrale had eind 1943 ongeveer 100 medewerkers. De valse persoonsbewijzen werden uitsluitend op zondag gedrukt, in 1942 en 1943 bijna iedere zondag, in totaal mogelijk ruim 60.000 persoonsbewijzen. Ook maakten zij ongeveer 75.000 tweede-distributiestamkaarten, bonkaarten, allerlei Ausweise, doopbewijzen, briefhoofden, etc.
Duwaer werd op 8 juni 1944 door de Sipo gearresteerd en twee dagen later in de duinen bij Overveen gefusilleerd. Hij werd begraven op de Eerebegraafplaats te Bloemendaal.

## Onderscheidingen

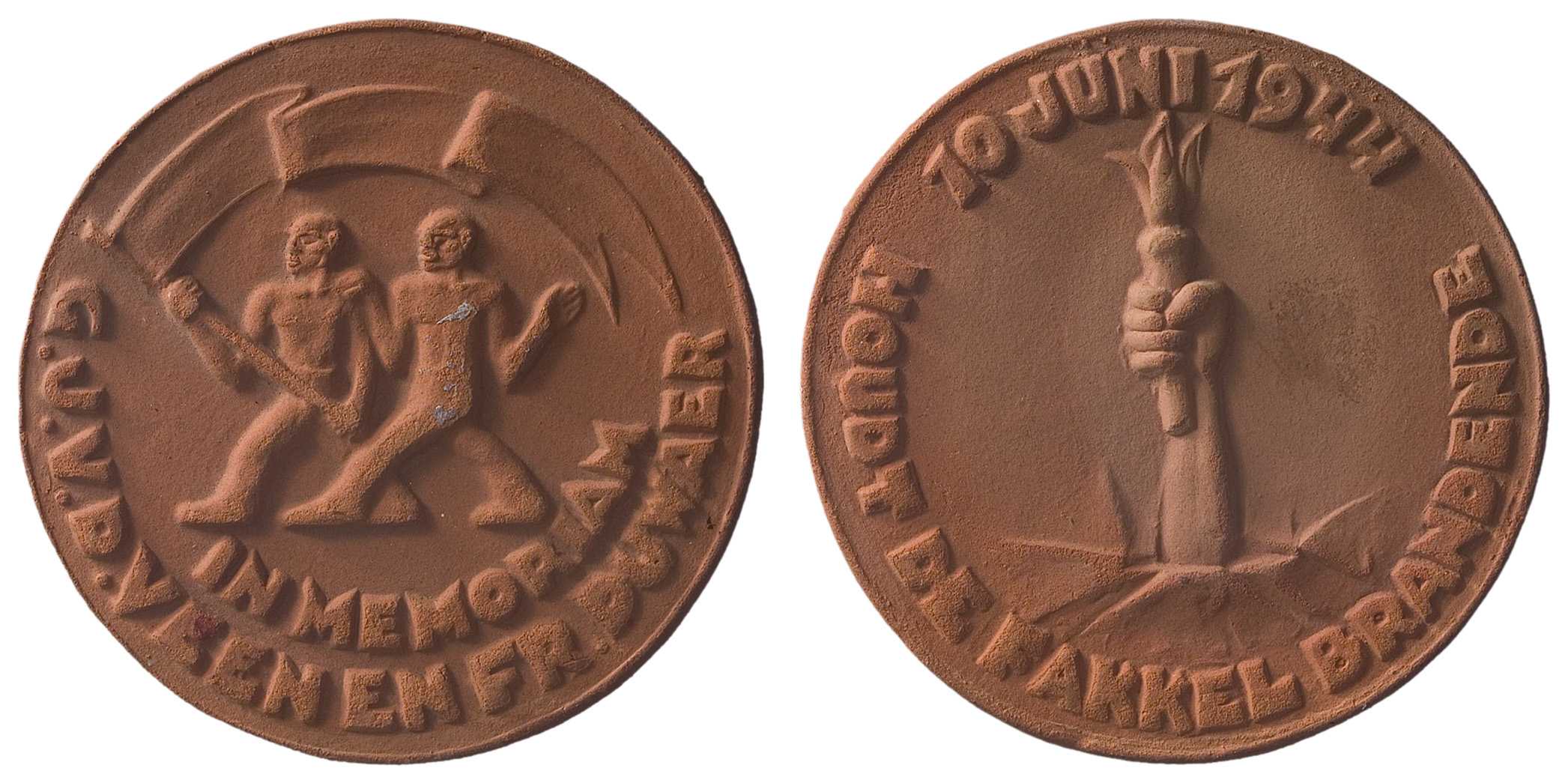
Hildo Krop, In memoriam Gerrit Jan van der Veen en Frans Duwaer

Bij Koninklijk Besluit van 7 mei 1946, nr. 17, werd hem postuum het Verzetskruis verleend. Zijn naam staat vermeld op de Erelijst van Gevallenen 1940-1945. In 1944 ontwierp Hildo Krop een gedenkpenning voor Gerrit van der Veen en Frans Duwaer. In 1945 werd bij het familiebedrijf een herdenkingsboek uitgebracht: fd van zijn vrienden. frans duwaer 1.1.1911 - 10.6.1944. In Amsterdam, Almere en Middelburg zijn straten naar hem vernoemd.
H.J. van Aalderen
· P. van As
· M. Assies
· J.J. Barendsen
· J.A. Beekman
· H.D.J. Beernink
· L.R. Beijnen
· C.J. van den Berg-van der Vlis
· L.A. Bleys
· G. de Boer
· A.A. Bontekoe
· E.J. Bosch ridder van Rosenthal
· D.A. van den Bosch
· I.J. van den Bosch
· J.H. Bosch
· J.C.J. baron Brantsen
· A.L. Charroin
· F.G.M. Conijn
· M. Crans
· R.J. Dam
· F. Datema
· K.H. Derkzen van Angeren
· H. Dienske
· J.L.G. Doornik
· V. Dreyfus
· N. Dupont
· F. Duwaer
· S. Esmeijer
· G.H. Gelder
· J. Gelderman
· W.J. Gertenbach
· E.A. Giran
· O. Giran
· C.H. de Groot
· P.G.S. Guermonprez
· A. Hahn
· W. van Hall
· J.C.H.F. van Hanxleden Houwert
· Th.W.L. baron van Heemstra
· J.J. Hendrikx
· J.L. Hesselberg
· W.J. Heukels
· I. van der Horst
· J. ter Horst
· H.P. Hos
· J.F.H.M. baron van Hövell van Wezeveld en Westerflier
· B. IJzerdraat
· L. Jansen
· A. Kalter
· G.W. Kastein
· A. Keuter
· T.J. Kroeze
· D.M.R.H. Kroon
· H.Th. Kuipers-Rietberg
· A. Meerwaldt
· J.A.A. Mekel
· J.D. van Melle
· D.C.B. Mesritz
· M.-L.C. Meunier
· J.J. Mohr
· J.L. Moonen
· A.C. Nagtegaal
· F. Nieuwenhuijsen
· B. Oosthoek
· J. Oranje
· T. Pannekoek
· J. Post
· A.J. Rozeman
· V.H. Rutgers
· F.R. Ruys
· W. Santema
· J.J. Schaft
· Jhr. J. Schimmelpenninck
· R.L.A. Schoemaker
· G. Schoonman
· W.P. Speelman
· M. van der Stoep
· B.M. Telders
· A.O.H. Tellegen
· O.R. Thomsen
· G. Tieman
· T.W. de Tourton Bruijns
· L.M. Valstar
· G.J. van der Veen
· D. Verloop
· M.A.E. Verspyck
· P.M.R. Versteegh
· C. Vlot
· G. Weidner
· J.H. Westerveld
· H.B. Wiardi Beckman
· J.W. Wildschut
· J.R.E. Wüthrich
· L. Zwanenburg
· Onbekende Joodse soldaat